# Nimrod Lindsay Norton
Nimrod Lindsay Norton (* 18. April 1830 bei Carlisle, Kentucky; † 28. September 1903 in Austin, Texas) war ein US-amerikanischer Farmer, Politiker und Geschäftsmann. Ferner diente er als Offizier in der Konföderiertenarmee.

## Werdegang
Nimrod Lindsay Norton, Sohn von Nancy Spencer und Hiram Norton, wurde mehrere Jahre vor dem Beginn der Wirtschaftskrise von 1837 im Nicholas County geboren und wuchs dort auf. Er besuchte die Fredonia Military Academy in New York und das Kentucky Military Institute. Am 27. Oktober 1853 heiratete er Mary C. Hall im Nicholas County. Das Paar bekam acht Kinder. Die Familie zog dann nach Missouri, wo er als Farmer tätig war.
Zu Beginn des Bürgerkrieges hob Norton eine der ersten Kompanien nördlich des Missouri Rivers aus zwecks Verteidigung gegen die Unionstruppen. Er saß im Stab von Generalmajor Sterling Price (1809–1867) und stieg im Verlauf des Krieges zum Colonel auf. Im Mai 1864 wählte man ihn in den zweiten Konföderiertenkongress, wo er bis zum Ende der Konföderation diente.
Nach dem Ende des Krieges kehrte er nach Missouri zurück. 1867 zog er mit seiner Familie nach Texas und ließ sich im DeWitt County nieder. Später zogen sie nach Salado im Bell County. 1873 war er ein Gründungsmitglied der Grange, einer landwirtschaftlichen Gruppierung, welchen starken Einfluss bei der Verfassunggebenden Versammlung von 1875 hatte. Ein Absatz in der Verfassung von Texas aus dem Jahr 1876 sah die Bereitstellung, Vermessung und Verkauf von 3.050.000 Acres öffentliches Land in den High Plains, um den Bau des neuen Texas State Capitol Building in Austin zu finanzieren. Der Gouverneur Oran M. Roberts (1815–1898) ernannte Norton zum Kommissar, um die Vermessung des Landes im Juli 1879 zu überwachen. Mit Landvermessern und einer Eskorte von Rangern führte Norton die notwendigen Landvermessungen durch, welche den Weg frei machten für die Besiedlung des Llano Estacado. In seinem Tagebuch, von August bis Dezember 1879, und in seinen Briefen an Gouverneur Roberts, beschrieb Norton das Land, das tägliche Lagerleben sowie die Flora und Fauna, auf welche sie unterwegs stießen. 1880 wurde Norton in die dreiköpfige Capitol Building Commission berufen, welche elf eingereichte Entwürfe für das Kapitol begutachtete, eine Besichtigung der verschiedenen Steinbrüche in der Gegend um Austin herum machte und eine Studien betreffend verschiedener Baumaterialien durchführte. Am 1. Februar 1882 setzte Norton mit einem anderen Mitglied der Capitol Building Commission, Joseph Lee, den ersten Spatenstich zum Baubeginn. Norton und seine zwei Geschäftspartner, William Harrison Westfall (* 1822) und George W. Lacy, beendeten den Kalkstein-Granit-Streit durch die Spende des ganzen roten Grantis aus dem Granite Mountain im Burnet County für den Bau. Obwohl Norton 1872 Land in der Gegend von Montopolis erwarb und wegen der jährlichen Travis County Fairs nach Austin reiste, lebte er weiterhin in Salado. Er und seine Familie zogen aber später nach Austin. 
1893 erbaute er dort ein großes Haus, nördlich von dem heutigen Travis County Courthouse. Er verstarb dort 1903 und wurde dann auf dem lokalen Oakwood Cemetery beigesetzt.